# Dickweiler
Dickweiler est une section de la commune luxembourgeoise de Rosport-Mompach située dans le canton d'Echternach.